# James Scott, Earl of Dalkeith

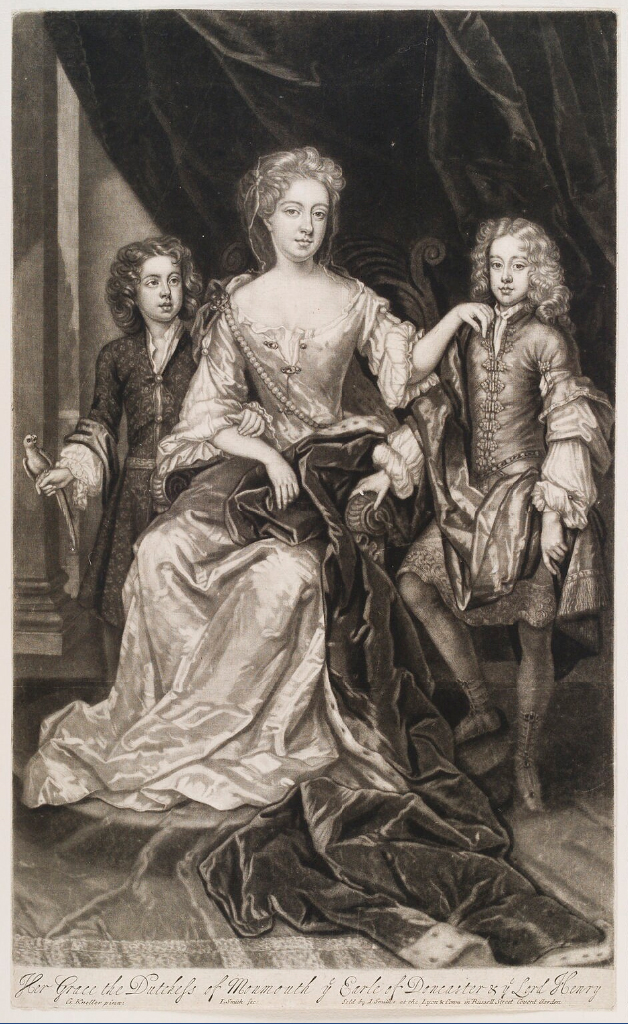
James Scott, Earl of Dalkeith (links), mit seiner Mutter und seinem Bruder Henry

James Scott, Earl of Dalkeith KT (* 23. Mai 1674; † 14. März 1705 in London) war ein schottischer Soldat.
James Scott war ein Sohn des James Scott, 1. Duke of Monmouth, 1. Duke of Buccleuch, und dessen Gemahlin Anne Scott, 1. Duchess of Buccleuch. Als Heir Apparent seines Vaters führte er die Höflichkeitstitel Earl of Dalkeith und Earl of Doncaster. Als sein Vater als Führer der erfolglosen Monmouth Rebellion 1685 geächtet und hingerichtet wurde, erloschen dessen Adelstitel und damit auch der Höflichkeitstitel Earl of Doncaster.
Scott kämpfte 1692 im Pfälzischen Erbfolgekrieg in Flandern und wurde 1704 Knight Companion des Distelordens. Er war seit 1694 verheiratet mit Henrietta (um 1677–1730), Tochter des Laurence Hyde, 1. Earl of Rochester.
Er starb bereits mit 30 Jahren an einem Schlaganfall. Erbe seiner Mutter als Duke of Buccleuch wurde deshalb sein einziger überlebender Sohn Francis Scott, 2. Duke of Buccleuch.